# Calle Lumbreras (Sevilla)
La calle Lumbreras es una vía pública de la ciudad española de Sevilla.

## Descripción
La vía discurre desde la alameda de Hércules hasta la avenida Torneo. Aparece descrita en la Noticia histórica del origen de los nombres de las calles de esta ciudad de Sevilla (1839) de Félix González de León con las siguientes palabras:

Calle de las Lumbreras. Situada en el cuartel C. y en la parroquia de san Lorenzo, se nombra así porque por ella pasa el husillo real de la ciudad que desagua en el rio, ytenia bocas que llamaban lumbreras, la calle es medianamente ancha y pasa desde la plaza de la Cruz del Rodeo al fin de la Alameda Vieja, hasta el arquillo de san Clemente.
(González de León, 1839, p. 350)